# Paul Goldstainer

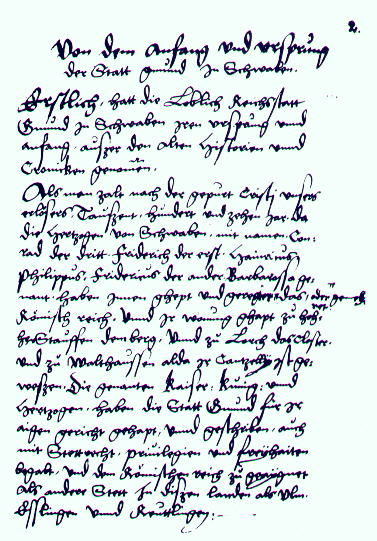
Autograph der Gmünder Chronik von Paul Goldstainer

Paul Goldstainer (* 16. Jahrhundert in Ellwangen; † 1590 in Schwäbisch Gmünd) war Ratsherr, Bürgermeister und Chronist von Schwäbisch Gmünd.

## Leben

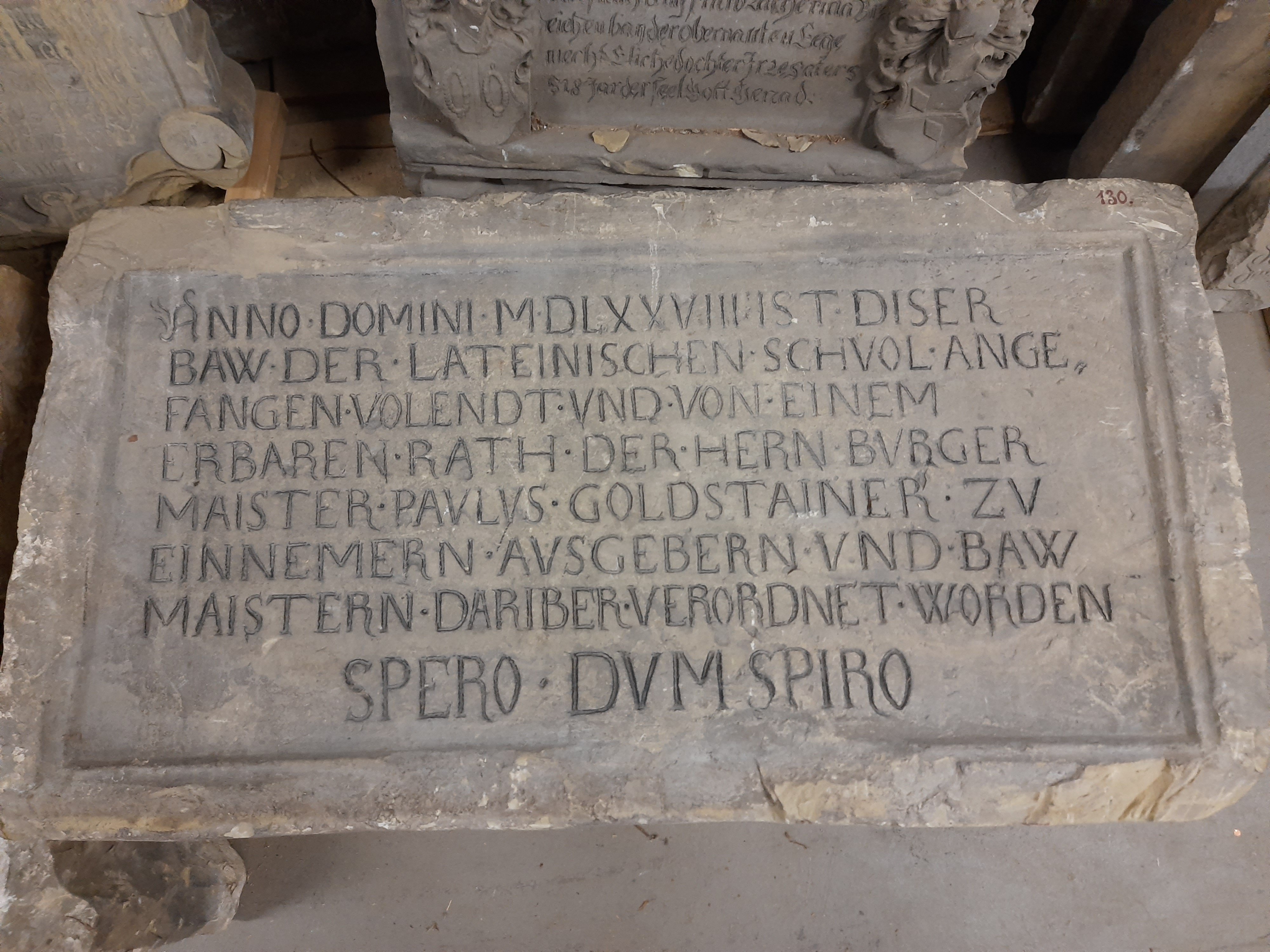
Grundstein zur Errichtung der städtischen Lateinschule in Schwäbisch Gmünd unter Bürgermeister Paul Goldstainer von 1578. Heute wird das Gebäude als Stadtarchiv genutzt.

Goldstainer studierte in Tübingen, wo er sich 1521 immatrikulierte. Er ließ sich später in Gmünd nieder und wurde Tuchhändler. Als Bürgermeister verfasste er um 1549/1550 die so genannte Gmünder Chronik. Sie ist das „älteste im Original erhaltene Geschichtswerk“ der Stadt. Die Niederschrift befindet sich in der Herzog August Bibliothek in Wolfenbüttel.
1583 wurde Goldstainer zum Bürgermeister auf Lebenszeit gewählt. Goldstainer war mit Apollonia Debler, der Schwester des Gmünder Bürgermeisters Caspar Debler, verheiratet. Die Ehe blieb kinderlos. Sein Testament wurde von Michael Dörleder aus Dinkelsbühl vor dem Stadtgericht Gmünds und dem Reichskammergericht in Speyer angefochten.

## Werke
- Beschreibung des Überfalls 1546[7]
- Bürgermeisterliste der Chroniken[8]